# مطار أنقينج تيانزهوشان
مطار أنقينج تيانزهوشان (بالصينية: 安庆天柱山机场)(إياتا: AQG، إيكاو: ZSAQ) مطار عسكري/عام يقع بمدينة أنكينغ في آنهوي في الصين. يبلغ طول المدرج 2800 م.  باستثمار 28 مليون يوان، افتتح المطار للرحلات المدنية في ديسمبر 1993. تولت مجموعة في 2005 مجموعة HNA إدارة المطار وأعاد تسميته بالاسم الحالي.

## شركات الطيران والوجهات
| شركـات طيـران          | الوجهات |
| ---------------------- | --- |
| Chengdu Airlines       | مطار جينغديو الجديد، مطار ونزهو يونجقيانج الدولي                                                                   |
| خطوط شرق الصين الجوية  | مطار تشانغشا هوانغوا الدولي، مطار شانغهاي بودنغ الدولي                                                             |
| خطوط جنوب الصين الجوية | مطار قوانغتشو باييون الدولي                                                                                        |
| خطوط هاينان الجوية     | مطار بكين العاصمة الدولي، مطار هايكو ميلان الدولي                                                                  |
| خطوط لاكي الجوية       | مطار كونمينغ جانغشوي الدولي، مطار نينغبو ليش الدولي                                                                |
| خطوط طيران أوكاي       | مطار شينزين باوان الدولي، مطار تيانجين الدولي                                                                      |
| خطوط تيانجين الجوية    | مطار قوييانغ لونغدونغابو الدولي، مطار غينغادو جياودونغ الدولي، مطار شيامن قاوتشي الدولي، مطار شيان شيانيانغ الدولي |
| West Air ‏              | مطار تشونغتشينغ جيانغبى الدولي، مطار فوتشو تشانغله الدولي                                                          |

## وصلات خارجية
- http://www.flightstats.com/go/Airport/airportDetails.do?airportCode=AQG